# Pareuchaetes affinis
Pareuchaetes affinis är en fjärilsart som beskrevs av Augustus Radcliffe Grote 1866. Pareuchaetes affinis ingår i släktet Pareuchaetes och familjen björnspinnare. Inga underarter finns listade i Catalogue of Life.